# Ростбиф Эстерхази
Ростбиф Эстерхази (филе Эстерхази, антрекот а-ля Эстерхази, нем. Esterházy-Rostbraten, венг. Esterházy rostélyos) — мясное блюдо из говядины в австрийской и венгерской кухнях. Представляет собой антрекот, сервированный в сметанной подливе с овощами, обычно к нему подают на гарнир отварной рис, макароны или клёцки.
Блюдо носит имя знатного венгерского рода Эстерхази, по утверждению Кароя Гунделя, ростбиф был назван конкретно в честь дипломата, политика и члена Венгерской академии наук князя Пала Антала Эстерхази. По другой версии, ростбиф был одним из любимых блюд князя Миклоша Эстерхази. Во времена ВНР в меню венгерских ресторанов именовался «ростбиф Пушкина», оригинальное название возвращено блюду в 1989 году.
Перед обжаркой на свином жиру антрекот отбивают, надрезают по краям, солят, перчат и, в зависимости от рецепта, обваливают в муке. Мелко нарезанные репчатый лук, морковь и корень сельдерея и петрушки обжаривают отдельно. Мясо тушат до готовности вместе с овощами в небольшом количестве крепкого бульона, приправив паприкой и лимонной цедрой. Соус загущивают сливочным маслом или сметаной, смешанной с мукой, перед подачей в него добавляют каперсы, в зависимости от рецепта также кладут горчицу.